# NGC 6934
NGC 6934 is een bolvormige sterrenhoop in het sterrenbeeld Dolfijn. Het ligt ongeveer 50.000 lichtjaar van de Aarde verwijderd en werd op 24 september 1785 ontdekt door de Duits-Britse astronoom William Herschel.

## Synoniemen
- GCl 117